# امیر رفیعی
امیر رفیعی متولد ۲۴ خرداد ماه ۱۳۵۹ از شهر تهران است و در عرصه سینمای مستند فعالیت دارد. رفیعی دارای فوق کارشناسی کارگردانی نمایش و فوق کارشناسی علوم اجتماعی و کارشناسی کارگردانی سینما و کارشناسی مهندسی کشاورزی با سابقه تدریس در دانشگاه پیام نور است. وی شاگرد استادانی چون حمید عضدانلو، حبیب‌الله زنجانی، حبیب‌الله آقابخشی و محمود عزیزی بود.

## فعالیت‌های هنری

### من ناصر حجازی هستم…
در آبان ۱۳۹۲ تولید و ساخت فیلم مستند زندگی ناصر حجازی با نام «من ناصر حجازی هستم…» به تهیه‌کنندگی، طراحی، مجری طرح و پژوهش امیر رفیعی آغاز شد که پس از گذشت دو سال و یک ماه در آذر ۱۳۹۴ در گروه سینماهای هنر و تجربه به اکران عمومی درآمد. این فیلم که اولین تجربه وی بود، توانست علی‌رغم توقیف و سانس‌های محدود نمایش به عنوان یکی از پرفروش‌ترین مستندهای تاریخ سینمایی ایران مطرح شود.
پس از اتمام اکران «من ناصر حجازی هستم…» در گروه سینماهای هنر و تجربه، با شکایت سازمان صداوسیما به دلیل تبلیغات در شبکه‌های ماهواره‌ای، وی به دادسرای فرهنگ و رسانه احضار و سپس بازداشت شد اما با سپردن قرار وثیقه، همان روز آزاد گردید. این پرونده سرانجام با تبرئه شدن رفیعی بسته شد. سپس امیر قلعه نویی، که پیشتر مانع نمایش «من ناصر حجازی هستم…» از طریق محاکم قضایی شده بود، پس از رفع توقیف فیلم پیگیر شکایت خود از امیر رفیعی شد و سرانجام توانست یک ماه پس از توزیع مستند در رسانه خانگی برغم قرار منع تعقیب صادر شده از سوی دادسرای فرهنگ و رسانه برای تهیه‌کننده این اثر، رای را بشکند تا پرونده بار دیگر مورد بررسی قرار گیرد، اتفاقی که باعث شد تا رفیعی بعد از مراجعه به دادسرای فرهنگ و رسانه با قرار کفالت آزاد گردد. این پرونده پس از ارجاع از بازپرسی به دادگاه و پس از تشکیل جلسه با حضور طرفین، منجر به محکومیت رفیعی به ۶ هزار تومان جریمه نقدی و ۳۷ ضربه شلاق تعلیقی شد. رفیعی در مصاحبه‌های خود پیرامون شکایت‌های امیر قلعه نویی گفت:«قضاوت مردم برایم از هر مرجعی بالاتر است. وجدانم راحت است که حقایق بیان شده و شک ندارم روح پاک ناصر حجازی نیز از این فیلم راضی است. اگر به دلیل بازنشر مطالب مطبوعات کشور مجرم هم شناخته شوم برایم ذره‌ای اهمیت ندارد و پای آن می‌ایستم چراکه نمی‌توانستم تاریخ را تحریف کنم.»
هنرمندانی چون: شهاب حسینی، بهرام رادان، پرویز پرستویی، مسعود رایگان، مهران مدیری، رؤیا تیموریان و رضا یزدانی در این مستند حضور داشتند.

### آبی به رنگ آسمان
پاییز ۱۳۹۵ تولید و ساخت فیلم مستند آبی به رنگ آسمان که پیشتر  ۴ فینال آسیا نام داشت توسط امیر رفیعی آغاز شد که مضمون آن بررسی تاریخ باشگاه فوتبال استقلال تهران از زمان تأسیس تا پایان فصل ۹۷-۱۳۹۶ است. وی در این فیلم کارگردان، تهیه‌کننده، طراح و پژوهشگر است. علاوه بر حضور بیش از ۷۰ بزرگ و پیشکسوت این باشگاه، هنرمندانی چون: همایون ارشادی، مهناز افشار، سیامک انصاری، فرهاد اصلانی، حمیدرضا آذرنگ، بابک حمیدیان و رضا یزدانی به عنوان بازیگر در این اثر که توسط خشایار الوند نوشته شده است، شرکت کرده‌اند و رضا یزدانی علاوه بر بازی، تیتراژ پایانی آن را نیز در ورزشگاه آزادی تهران خوانده است.
نمایش عمومی این فیلم در مهر ماه ۱۳۹۸ به شکل محدود در سینماهای سراسر کشور اتفاق افتاد و پس از توقف این نمایش به دلیل بیماری کرونا، طی مرداد ماه ۱۳۹۹ به شکل آنلاین اکران شد تا در مجموع با ۴۰۷ میلیون تومان عنوان پرفروش ترین مستند تاریخ سینمای ایران را به خود اختصاص دهد و نام باشگاه استقلال را در عرصه سینما ثبت کند. رفیعی برای این اثر توانست دیپلم افتخار هیات داوران و جایزه ویژه دبیر جشنواره فیلم‌های ورزشی را از بابت بهترین مستند سال دریافت کند.

### من ناصر حجازی هستم…۲
امیر رفیعی برای دهمین سالگرد درگذشت ناصر حجازی، قسمت دوم «من ناصر حجازی هستم…» را با نام افسانه یک عقاب بر اساس طرح و پژوهشی که داشت، تهیه و کارگردانی نمود که در این مستند زندگی چهره نامدار ورزش ایران توسط اهالی فوتبال روایت شده، مستندی که تیتزاژ پایانی آن را رضا یزدانی در اثری با نام اسطوره خوانده است.

## فعالیت‌های ورزشی

### باشگاه فرهنگی ورزشی استقلال تهران
در سال ۱۳۸۹ طی حکمی از سوی علی فتح‌الله‌زاده مدیر عامل وقت، رفیعی به عنوان مشاور وی و دبیر کمیته فنی باشگاه استقلال تهران انتخاب گردید. با درگذشت ناصر حجازی که ریاست این کمیته را بر عهده داشت، مسوولیت وی در استقلال تغییر کرد و عهده‌دار سمت‌هایی چون: مدیریت استراتژیک و کیفیت، نماینده مدیر عامل در حرفه‌ای‌سازی باشگاه و... شد. با روی کار آمدن بهرام افشارزاده به عنوان مدیر عامل باشگاه استقلال تهران در اردیبهشت ماه ۱۳۹۳، او از سوی ایشان به عضویت کمیته فرهنگی درآمد اما با گذشت زمانی کوتاه و پس از ۴ سال فعالیت در این مجموعه به دلیل اختلاف با وی از استقلال جدا شد.

### وبگاه شخصی ناصر حجازی
با راه اندازی وبسایت شخصی ناصر حجازی در فروردین ماه ۱۳۹۰ رفیعی مدیریت آن را عهده‌دار شد. ناصر حجازی چند روز بعد از این اتفاق و در گفتگویی که با انتقادهای تندی از دولت وقت همراه بود، او را مانند فرزند خود دانست و اعلام کرد با وی در بسیاری از مسایل مشورت می‌کند. رفیعی که برغم درگذشت ناصر حجازی، سایت شخصی ایشان را فعال نگاه داشته بود، به دلایلی نامعلوم پس از سه سال از این سمت کناره‌گیری نمود. وی طی دوران مدیریت وبسایت شخصی ناصر حجازی، در شهریور ماه ۱۳۹۲ در تعطیلی خانه سینما مراسم بزرگداشتی برای ناصر حجازی برگزار کرد که هنرمندان در کنار ورزشکاران حضوری چشمگیری در آن داشتند. سید محمد خاتمی رئیس‌جمهور اسبق ایران نیز از مهمانان این مراسم بود. در این بزرگداشت اهالی سینما با اعطای تندیس ناصر حجازی از پیشکسوتان فوتبال تقدیر نمودند.

## فعالیت‌های سیاسی
امیر رفیعی برای انتخابات شورای شهر تهران در سال‌های ۱۳۹۲ و ۱۳۹۶ نام‌نویسی کرد اما صلاحیت وی از سوی هیئت مرکزی نظارت بر انتخابات شوراها احراز نشد. همچنین وی طی صحبتی با سید محمد خاتمی برای انتخابات مجلس شورای اسلامی در سال ۱۳۹۴ نیز ثبت‌نام کرد تا نامش در لیست اصلاح‌طلبان قرار بگیرد که صلاحیت وی این مرتبه نیز بدون اعلام هیچ دلیلی از سوی هیئت مرکزی نظارت بر انتخابات و همچنین شورای نگهبان مورد تأیید قرار نگرفت.